# Barbut pitnegre
El barbut pitnegre (Pogonornis rolleti) és una espècie d'ocell de la família dels líbids (Lybiidae). 

Habita sabanes àrides i terres de conreu al sud del Txad, nord de la República Centreafricana, el Sudan del Sud, extrem nord-est de la República Democràtica del Congo i oest i nord d'Uganda.